# Харьковский округ
Ха́рьковский о́круг (укр. Харківська округа) — единица административно-территориального деления Украинской ССР, существовавшая с апреля 1923 по сентябрь 1930 года. Административный центр — город Харьков. Образован в 1923 году в составе Харьковской губернии.
7 марта 1923 года правительством УССР постановлением Президиума Всеукраинского Центрального Исполнительного Комитета № 315 от 7 марта 1923 г. была принята новая система административного деления территории Украинской Советской Социалистической республики.
Уезды и волости были заменены округами и районами.
В Харьковской губернии вместо десяти уездов было создано пять округов, а вместо 227 волостей — 77 небольших районов.
В июне 1925 года все губернии УССР были упразднены и округ перешёл в прямое подчинение Украинской ССР (со столицей в Харькове).
Согласно постановлению ВУЦИК от 3 июня 1925 года на основе решения 9-го Всеукраинского съезда Советов было ведено новое территориальное деление на всей территории УССР по принципу трёхстепенной системы управления (без губерний): округ-район-сельсовет.
После 3 июня 1925 года Ахтырский округ вошёл в состав Харьковского округа.
В Харьковском округе в 1925 году были 23 района с населением 1 265 000 человек. Всего в чётырёх округах (Харьковском, Изюмском, Купянском, Сумском) бывшей Харьковской губернии в её границах 1925 года были 65 районов с населением 2 861 000 человек.
По данным на 1 января 1926 года, округ делился на 26 районов:
- Алексе́евский (русский национальный район), административный центр — Алексе́евка,[2] затем Лихачёво;
- Ахты́рский, центр — Ахты́рка (Сумская область);
- Бе́ло-Колодезя́нский, центр — Бе́лый Коло́дезь;
- Богоду́ховский, центр — Богоду́хов;
- Бо́льше-Пи́саревский (русский национальный район), центр — Больша́я Пи́саревка (Сумская область);[2]
- Ва́лковский (Валковско́й), центр — Ва́лки;
- Водола́жский, центр — Но́вая Водола́га;
- Волча́нский, центр — Волча́нск;
- Деркачёвский, центр — Деркачи́ (затем — Дергачи́);
- Змиевско́й, центр — Змиёв;
- Зо́лочевский, центр — Зо́лочев;
- Кири́ко́вский, центр — Кири́ковка (Сумская область);
- Коло́макский, центр — Коло́мак;
- Колонта́евский, центр — Колонта́ев (Харьковская область);
- Красноку́тский, центр — Красноку́тск;
- Ли́пецкий, центр — Ли́пцы;
- Люботи́нский, центр — Люботи́н;
- Мерефя́нский, центр — Мере́фа;
- Ольша́нский, центр — Ольша́ны;
- Печене́жский, центр — Печене́ги;
- Сення́нский, центр — Сенно́е;
- Старове́ровский, центр — Старове́ровка;
- Ста́ро-Са́лтовский, центр — Ста́рый Са́лтов;
- Тара́новский, центр — Тара́новка;
- Чугу́евский (русский национальный район), центр — Чугу́ев;[3]
- Ха́рьковский (Харьковский-се́льский), центр — Харьков.

Всего на 1 января 1926 года в УССР были: 41 округ и МАССР, 636 районов, 9 307 сельсоветов, 78 городов, 39 310 селений, в которых было 4 828 200 дворов.
13 июня 1930 года постановлением ВУЦИК и СНК УССР были упразднены Изюмский округ и Купянский округ, а их территории были присоединены к Харьковскому округу..
После упразднения Харьковского округа 2 сентября 1930 года его районы были переданы в прямое подчинение Украинской ССР (со столицей в Харькове).
27 февраля 1932 года была образована Харьковская область.
По данным переписи 1926 года, численность населения округа составляла 1601,4 тыс. чел. В том числе украинцы — 70,5 %; русские — 22,6 %; евреи — 5,3 %.

## Исполнительный комитет Харьковского окружного Совета
Председатели:
- 03. — 09.1923 — Гаврилин, Иван Дмитриевич (член партии с 1917; годы жизни 1889—1944)
- 1923 — 1925 — Осипов М. Н.
- 08. — 12.1925 — Федотов, Константин Яковлевич (1918, 1886—1938)
- 12.1925 — 03.1927 — Гаврилин, Иван Дмитриевич (1917, 1889—1944)
- 01.4.1927 — 10.12.1928 — Буздалин, Сергей Феоктистович (1914, 1892—1937)
- 10.12.1928 — 09.1929 — Буценко, Афанасий Иванович (1909, 1889—1965)
- 1929 — 1930 — Неживой, Максим Фёдорович (1917, 1900—1937)

## Харьковский окружной комитет КП(б)У
Ответственные секретари:
- 11.1925 — 11.1926 — Киркиж, Куприян Осипович (1910; 1886—1932)
- 11.1926 — 17.7.1930 — Постышев, Павел Петрович (1904, 1887—1939)
- 17.7 — 09.1930 — Строганов, Василий Андреевич (1905, 1888—1938)

## Харьковская окружная контрольная комиссия КП(б)У
Председатели:
- 1925 — Покко, Сильвестр Иванович (1905; 1882—1953)
- 1926 — Лебедев, Сергей Иванович (1903; ?)
- 1927 — 1929 — Завицкий, Герман Михайлович (1917; 1882—1959)
- 1929 — 1930 — Волков, Александр Васильевич (1911; 1888-?)

## Харьковский окружной отдел ГПУ
(1-й Харьковский оперативный сектор ГПУ)
Начальники:
- 1.08.1925 — 25.07.1928 — Иванов, Василий Тимофеевич (чекист) (1913; 1894—1938)
- 25.7.1928 — 1.10.1930 — Блат, Иосиф Михайлович (Иось-Герш Михелевич; 1919; 1894—1937)
- 1.10.1930 — 12.1931 — Крауклис, Ян Кришьянович (1913; 1895—1938)
- 12.1931 — 14.02.1932 — Мулявко, Прокофий Семёнович (1918; 1888—1937)

## Окружная прокуратура
- 1923 — 1924 — Миролюбов М. А.
- 1925 — 1926 — Железногорский, Григорий Абрамович-Айзенберг (1919; 1896—1938)
- 1927 — 1928 — Топорин, Николай Семёнович
- 1929 — 1930 — Божко Д. П. (1919; ?)

## Харьковский окружной Суд
Председатели:
- 1925—1927 — Танцура, Афанасий Тихонович (1917; 1893-?)
- 1927—1930 — Прищенко, Михаил Игнатьевич (1918; ?)